# العتاوية (مسلسل)
العتاوية، مسلسل تلفزيوني كويتي كوميدي، إنتج وعرض بعام 1980. بقصة نبيل غلام وإعداد عبد الحسين عبد الرضا بطل العمل، وبإدارة عدسة المخرج حسين الصالح. هذا المسلسل بداية شهرة للفنانة هيفاء عادل والممثل الكوميدي داوود حسين وبروز نجم الطفلة سحر حسين.

## القصة
تدور أحداث المسلسل بشكل خاص حول المحامي «عتيج» الذي يعمل مساعد عند محامي اسمه «أحمد يكيكي» الذي يتولى قضايا فريج العتاوية القانونية والإجتماعية منها، وسلط المسلسل الضوء على عدة قضايا منه خيانة الأمانة والفساد الإداري والتسلط والطمع خلال شخصية «بو بدر» الذي يحارب «عتيج» بسبب كشفه الطمع بابنة شقيقه اليتيمة «نورة» بعدما بلغت سن الرشد واصبحت تستطيع المطالبة بحقها منه والتحرر من سلطته، ما يجعل «بو بدر» يقوم برمي الشائعات حول «عتيج» حتى يجعل فريج العتاوية لكن أهل فريج يكشفون حقيقة «بو بدر». ما جعل «عتيج» يرشح نفسه بالإنتخابات ويفوز بحين خسارة «بو بدر»، بنهاية المسلسل يتزوج «عتيج» من «نورة».

## أوبريت بداية المسلسل
ترجية ويا ترجية .. صارت تراجي شعبية ..
سكرتيرة نظامية .. أناملها نحاسية .. 
شدّاخة للحرامية ..
عتيج .. عتيج .. وينك وينك يا عتيج
شنهو منهو .. منهو كدر نورة في هذا الفريج
إقطع مسافات الطريج مثل الغزال
ييب القوانين وتعال يبن الحلال
إلحق علي يا عتيج ..
مكتبي مفتوح .. يا أهل الفريج
مرجعي القانون .. والحكم السريع
واللي عنده حق عندي ما يضيع
واللي عنده حق عنده ما يضيع

## الفنانين المشاركين
| الممثل               | الشخصية             |
| -------------------- | ------------------- |
| عبد الحسين عبد الرضا | عتيج المسيّان        |
| خالد العبيد          | ناصر المغول (بوبدر) |
| علي المفيدي          | أحمد يكيكي          |
| عائشة إبراهيم        | تراجي               |
| محمد جابر            | زيدان حسني          |
| هيفاء عادل           | نورة                |
| داود حسين            | خميس ابن عم عتيج    |
| فتوح محمد            | أم نورة             |
| سحر حسين             | الطفلة أمينة        |